# Ляскоронский, Василий Григорьевич
Василий Григорьевич Ляскоронский (24 декабря 1859 (5 января 1860), г. Золотоноша Полтавской губернии, Российская империя — 1 января 1928, Киев, СССР) — российский историк, археолог, нумизмат, этнограф, член многих отечественных и зарубежных научных обществ. Профессор.

## Биография
Родился в 1859 году в городе Золотоноша Полтавской губернии, Российская империя.
Выпускник Лубенской гимназии. В 1885 году окончил историко-филологический факультет Киевского университета Св. Владимира.
В 1899 году получил степень магистра русской истории. В 1903—1907 — приват-доцент Московского университета, в 1907—1909 — Киевского университета. Член Императорского Московского Археологического общества.
В 1909—1922 — профессор русской истории Нежинского историко-филологического института.
Выезжал за границу, для работы в музеях и библиотеках Германии, Голландии, Франции и Англии. После революции принимал участие в работе Всеукраинской академии наук (ныне Национальная академия наук Украины), с 1924 занимал должность штатного постоянного сотрудника Этнографической фольклорной комиссии при ВУАН, заведовал нумизматическим отделом Лаврского музея.
В 1925—1927 был членом Всеукраинского археологического комитета. Одновременно с 1926 — член-сотрудник археологической секции художественного отдела Института украинского научного языка.
За выслугу лет имел чин статского советника.
Похоронен на Лукьяновском кладбище.

## Научная деятельность
Занимался изучением и разработкой вопросов исторической географии, нумизматики, исторической топографии и других вспомогательных исторических дисциплин.
На рубеже XIX—XX вв. плодотворно занимался картографированием древнерусских памятников археологии в междуречье Сулы, Псла и Ворсклы, в эпоху Средневековья значительной частью относящегося к Курскому краю. Эти данные до сих используются историками и археологами Курщины.
Произвел много археологических раскопок курганов в южной России.

### Основные научные работы
- Политические и церковные реформы в Англии при Генрихе II (1892);
- Владимир Мономах и его заботы о благе Русской земли (1892);
- История Переяславской земли с древнейших времен до половины XIII ст. (1897);
- Иностранные карты и атласы XVI и XVII веков, касающиеся Южной России (1898);
- Об отношении А. С. Пушкина к жизни (1899);
- Гильом Лавасир де-Бойлан и его историко-географические труды о Южной России (1901);
- Русские походы в степи в удельно-вечевое время (1907);
- Киевский Вышгород в удельно-вечевое время (1913);
- Розкопи в подвір'ї Софійського собору в Київі. Осінь 1925 р. (укр.) (1926);
- Римські монети, які знайдено на території м. Київа (укр.) (1927).

Автор ряда статей по археологии и исторической географии южной России в «Чтениях общества Нестора летописца», «Киевской Старине», в трудах Киевского, Екатеринославского, Черниговского, Харьковского археологических съездов, в том числе, «Городища, курганы и длинные (змиевы) валы в бассейне р. Сулы» (Труды XI Археологического съезда. Т. 1. М., 1901), «Городища, курганы и змиевы валы в области Днепровского Левобережья» (Труды XIV Археологического съезда. Т. 3. М., 1911) и др.
Награждён 4 орденами и одной памятной серебряной медалью.